# پورگن
پورگن (به آلمانی: Pürgen) یک شهر در آلمان است که در بایرن واقع شده‌است.

## خصوصیات
پورگن ۲۱٫۹۹ کیلومترمربع مساحت دارد ۶۴۸ متر بالاتر از سطح دریا واقع شده‌است.